# بروس ويليس
والتر بروس ويليس (بالإنجليزية: Bruce Willis) من مواليد 19 مارس/ آذار 1955 ممثل ومغني وكاتب سيناريو أمريكي، حصل على جائزة الإيمي مرتين كأفضل ممثل رئيسي في مسلسل درامي عام 1987 عن دوره في مسلسل ضوء القمر، وعام 2000 جائزة ضيف الشرف البارز عن دوره في مسلسل الأصدقاء، كما حصل على جائزة الغولدن غلوب 1987 كأفضل ممثل تلفزيوني في مسلسل كوميدي أو موسيقي عن دوره في مسلسل ضوء القمر. كما حصل على وسام ولقب «قائد الفنون والآداب» التي تمنحها جائزة الثقافة الفرنسية. من أشهر أدواره السينمائية هي أدواره في سلسلة أفلام داي هارد. حقق النجم الأمريكي الشهير بروس ويليس نجاحات جماهيرية كبيرة.

## نشأته
ولد ويليس في 19 مارس/ آذار 1955م في مدينة إيدار-أوبرشتاين إحدى مدن راينلاند بالاتينات الواقعة غرب جمهورية ألمانيا الاتحادية. وهو الابن الأكبر للسيد ديفيد ويليس، جندي أميركي، ولسيدة ألمانية تدعي مارلين، تعمل في إحدى البنوك. وتضم العائلة ثلاثة أشقاء بالإضافة إلى ابنهم البكر وهم دافيد، وروبرت، وفلورنس. وفي عامه الثاني إنتقلت العائلة للعيش في ولاية نيوجيرسي الأمريكية، بعد أن أنهى والده الخدمة العسكرية عام 1957م. التحق ويليس بمدرسة بينس غروف الثانوية، حيث شارك بالمسرح المدرسي هناك. انفصل والداه في عام 1972م وبعد تخرجه من الثانوية عمل كحارس أمن في إحدى محطات الطاقة النووية، ثم عمل نادلاً، التحق لفترة وجيزة بقسم الدراما في جامعة ولاية مونتكلير بولاية نيوجيرسي الأمريكية، ولكنه غادرها مبكراً، وانتقل إلى مدينة نيويورك، توجه بعدها إلى ولاية كاليفورنيا من أجل حضور عدد من اختبارات التمثيل.

## السيرة الفنية
خاض ويليس أول تجربة احترافية في مسيرته عندما اختير من بين 3000 شخص، للمشاركة بالتمثيل في مون لايتنج (1985–1989) مسلسل هزلي رومنسي بجانب سيبيل شيبارد، بدور مخبر خاص واثق بنفسه مغرور يدعى ديفيد أديسن وذلك عام 1985.
استمر ويليس في أداء الأدوار الثانوية فترة أوائل الثمانينات إلى أن أدى دور رئيسي في فيلم بليك إدواردز «موعد أعمى» مع كيم باسنجر في عام 1987، وظهر بدور البطولة ثانية مع إدواردز في «الغروب» بدور راعي بقر عام 1988.
بقيت أدواره بسيطة حتى ظهر في الفيلم الشهير الذي حطم شباك التذاكر الأمريكي «داي هارد» عام 1989، لعب فيه دور الشرطي جون ماكلاين، وأصبح ويليس بطل أفلام الحركة وأحد نجوم هوليوود. مثل بعدها دور جندي عائد من حرب فيتنام المريض نفسيا والذي يحتم عليه رعاية ابنة أخته اليتيمة في فيلم إن كنتري. قام بروس بعد ذلك بمشاركة بصوته فقط في فيلم « انظر من يتكلم؟» في نفس السنة.

## الأنشطة التجارية
يمتلك ويليس منازل في لوس أنجلوس وبنس غروف، نيو جيرسي. كما يستأجر شققًا في برج ترامب وفي ريفرسايد ساوث، مانهاتن.
في عام 2000، أسس ويليس وشريكه في العمل أرنولد ريفكين شركة إنتاج أفلام سينمائية تسمى شاين اينتربرايسز. ترك الشركة ليديرها ريفكين فقط في عام 2007 بعد فيلم عش حرًا ومت بصعوبة. كما أنه يمتلك العديد من الشركات الصغيرة في هايلي بولاية أيداهو، بما في ذلك مينت بار ومسرح الحرية وهو شريك مؤسس لبلانت هوليوود، مع الممثلين أرنولد شوارزنيجر وسيلفستر ستالون.
في عام 2009، وقع ويليس عقدًا ليصبح الوجه الدولي لسوبيسكي فودكا التابعة لشركة بلفيدير إس إيه مقابل 3.3٪ من ملكية الشركة.

## الحياة الشخصية
ومن قدوات ويليس في التمثيل هم غاري كوبر وروبرت دي نيرو وستيف ماكوين وجون واين. إنّ ويليس أعسر.
يقيم ويليس في برينتوود، لوس أنجلوس مع عائلته.

### العلاقات والأطفال
في العرض الأول لفيلم «المراقبة»، قابل ويليس الممثلة ديمي مور. تزوجا في 21 نوفمبر 1987 ولديهما ثلاث بنات: رومر (من مواليد 16 أغسطس 1988)، سكوت (من مواليد 20 يوليو 1991)، وتالولا (مواليد 3 فبراير 1994). أعلن ويليس ومور انفصالهما في 24 يونيو 1998. تقدما بطلب للطلاق في 18 أكتوبر 2000، واكتمل الطلاق في نفس اليوم. فيما يتعلق بالطلاق، قال ويليس، «شعرت أنني فشلت كأب وزوج بسبب عدم تمكني من إنجاح ذلك». ونسب إلى الممثل ويل سميث مساعدته في التغلب على الموقف. حافظ ويليس على علاقة وثيقة مع كل من مور وزوجها الثالث، الممثل أشتون كوتشر، وحضر حفل زفافهما.
خطب ويليس الممثلة بروك بيرنز إلى أن انفصلا في عام 2004 بعد كونهم معًا لعشرة أشهر. تزوج عارضة الأزياء إيما همنغ في جزر تركس وكايكوس في 21 مارس 2009؛ وكان من بين الضيوف بناته الثلاث وديمي مور وآشتون كوتشر. لم يكن الحفل ملزماً من الناحية القانونية، لذا تزوج الزوجان مرة أخرى في حفل مدني في بيفرلي هيلز، بعد ستة أيام. لدى الزوجين ابنتان ولدتا في أبريل 2012 ومايو 2014.

### الآراء الدينية
كان ويليس لوثري في مرحلة ما، ولكن لم يعد ذلك. في مقابلة مع مجلة جورج في يوليو 1998، صرح قائلاً:
«الديانات المنظمة بشكل عام، في رأيي، هي نماذج فانية. كانت جميعها مهمة جدًا عندما لم نكن نعرف سبب تحرك الشمس ولماذا تغير الطقس ولماذا حدثت الأعاصير أو البراكين. الدين الحديث هو نهاية الأساطير الحديثة. لكن هناك أناس يفسرون الكتاب المقدس حرفيًا. حرفيًا! اخترت ألا أصدق ذلك. وهذا ما يجعل أمريكا رائعة، أليس كذلك؟»

## وصلات خارجية
- بروس ويليس على موقع IMDb (الإنجليزية)
- بروس ويليس على موقع ميتاكريتيك (الإنجليزية)
- بروس ويليس على موقع الموسوعة البريطانية (الإنجليزية)
- بروس ويليس على موقع روتن توميتوز (الإنجليزية)
- بروس ويليس على موقع مونزينجر (الألمانية)
- بروس ويليس على موقع قاعدة بيانات الأفلام العربية
- بروس ويليس على موقع ألو سيني (الفرنسية)
- بروس ويليس على موقع ميوزك برينز (الإنجليزية)
- بروس ويليس على موقع تيرنر كلاسيك موفيز (الإنجليزية)
- بروس ويليس على موقع أول موفي (الإنجليزية)